# Ureznica
Ureznica je alat za ručno urezivanje navoja manjih promjera. Glavni dio ureznice su: rezni dio, vrat i četverokut za držač. Ručne ureznice najčešće imaju 3 ili 4 oštrice. Navoji se ručno urezuju garniturom ureznica (najčešće 3 ureznice), čiji je redoslijed označen na drškama, crticama po obodu:
- I ureznica, ima najmanji promjer, a navoj nema puni profil, zubi su zasječeni, tako da ureznica ima konusni oblik po čitavoj dužini radnog dijela. Po obodu drške nalazi se jedna crtica.
- II ureznica ima konus samo na početku, a navoj ima oblik koji je već blizak punom profilu koji izrađuje. Po obodu drške nalaze se dvije crtice.
- III ureznica ima konus samo na vrhu, a zubi imaju oblik punog profila navoja koji se izrađuje. Po obodu drške nema niti jedne crte.

Obični držači ureznica imaju najčešće 3 ili 4 četverokutna otvora, a jedan se otvor postavi na četverokut ureznice. Univerzalni držači ureznica mogu mijenjati veličinu četverokuta, pa se samim tim držačima može pridržavati više različitih izmjera (dimenzija) ureznica.

## Postupak rada
Prije početka urezivanja navoja treba izbušiti provrt svrdlom odgovarajućeg promjera, prema tablici iz priručnika ili iz tablice koja se nalazi na leđnoj strani pomičnog mjerila:
- nepotpuni (slijepi) provrti izbuše se 1 do 3 mm dublje od duljine navoja, da se ne bi slomila ureznica;
- pri urezivanju navoja ureznicama iz garniture od 3 ureznice, najprije se urezuje s prvom ureznicom, tako da se ona postavi okomito na provrt, da se ne bi dobio kosi navoj;
- pri urezivanju navoja, ureznica se okreće pomoću držača za pola okreta u smjeru rezanja, a zatim se vraća u suprotnom smjeru radi loma strugotine;
- pri urezivanju navoja u mekom materijalu, ureznicu je potrebno povremeno izvaditi i očistiti provrt od strugotine, pogotovo kod dubljih i slijepih provrta;
- pri urezivanju navoja potrebno je povremeno vršiti podmazivanje ureznica da bi se smanjilo trenje i olakšalo rezanje, te dobio fin i gladak navoj.[1]

### Tablica potrebnih provrta prije urezivanja
| Metrički navoj                              | Metrički navoj   | Metrički navoj |
| Navoj                                       | Svrdlo za provrt |                |
| ------------------------------------------- | ---------------- | -------------- |
| M3 × 0,5                                    | 2,5 mm           |                |
| M4 × 0,7                                    | 3,3 mm           |                |
| M5 × 0,8                                    | 4,3 mm           |                |
| M6 × 1,0                                    | 5,2 mm           |                |
| M7 × 1,0                                    | 6,1 mm           |                |
| M8 × 1,25                                   | 6,9 mm           |                |
| M8 × 1,0                                    | 7,1 mm           |                |
| M10 × 1,5                                   | 8,7 mm           |                |
| M10 × 1,25                                  | 8,9 mm           |                |
| M10 × 1,0                                   | 9,1 mm           |                |
| M12 × 1,75                                  | 10,5 mm          |                |
| M12 × 1,5                                   | 10,7 mm          |                |
| M14 × 2,0                                   | 12,2 mm          |                |
| M14 × 1,5                                   | 12,7 mm          |                |
| M16 × 2,0                                   | 14,2 mm          |                |
| M16 × 1,5                                   | 14,7 mm          |                |
| Promjer rupe odnosi se na 75% dubine svrdla |                  |                |

### Slike
|                     |                                  |                                                           |                                  |
| Različite ureznice. | Garnitura ureznica (3 ureznice). | I ureznica urezuje 55% navoja, II ureznica 25% i III 20%. | Različite vrste držača ureznica. |

## Poveznice
- Nareznica
- Navoj